# أليكساندرو فريتز
أليكساندرو فريتز هو منافس ألعاب قوى روماني، (و. 1905 – 1972 م).

## وصلات خارجية
- أليكساندرو فريتز على موقع أوليمبيديا (الإنجليزية)